# Kilpisaari (ö i Mellersta Finland)
Kilpisaari är en ö i Finland. Den ligger i sjön Kuhnamo och i kommunen Äänekoski i den ekonomiska regionen  Äänekoski ekonomiska region  och landskapet Mellersta Finland, i den centrala delen av landet, 280 km norr om huvudstaden Helsingfors. Öns area är 0,2 hektar och dess största längd är 70 meter i nord-sydlig riktning.